# یان واشیویچ
یان واشیویچ (لهستانی: Jan Wasiewicz; ۶ ژانویهٔ ۱۹۱۱ – ۹ نوامبر ۱۹۷۶) بازیکن فوتبال اهل لهستان بود.
از باشگاه‌هایی که در آن بازی کرده‌است می‌توان به باشگاه فوتبال هیبرنین اشاره کرد.
وی همچنین در تیم ملی فوتبال لهستان بازی کرده‌است.